# Delegation (Abordnung)

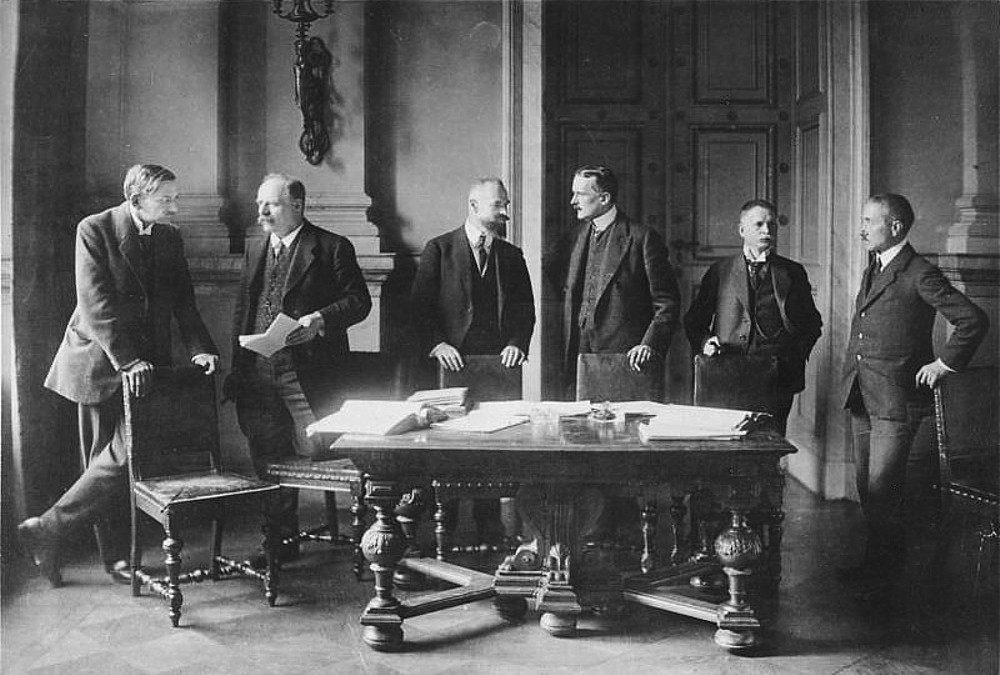
Die Mitglieder der für die Friedensverhandlungen in Paris bestimmten deutschen Delegation (v. l. n. r.): Walther Schücking, Reichspostminister Johannes Giesberts, Reichsjustizminister Otto Landsberg, Reichsminister des Auswärtigen Ulrich von Brockdorff-Rantzau, Präsident der Preußischen Landesversammlung Robert Leinert, Carl Melchior (Januar 1919)

Als Delegation wird in der Organisationslehre Personal bezeichnet, das im Außenverhältnis mit der Führung von Verhandlungen im Rahmen der Stellvertretung beauftragt ist. Im Arbeitsrecht handelt es sich um eine Art der Entsendung von Arbeitnehmern.

## Allgemeines
Der Rechtswissenschaftler Johann Heinrich Thöl lieferte bereits 1841 eine heute noch brauchbare Definition der Beteiligten einer Delegation. Bei der Delegation gibt der Delegant einem anderen (Delegat, Delegierter, Unterhändler) den Auftrag, mit einem Dritten (Delegatar) zu verhandeln. Im Gegensatz zur intraorganisationalen Delegation, bei der Aufgaben, Kompetenzen und Verantwortung zwecks innerbetrieblicher Wahrnehmung dauerhaft übertragen werden, ist eine interorganisationale Delegation auf die zeitlich begrenzte Vertretung einer Organisation nach außen angelegt. Sie wird mit einer besonderen Aufgabe betraut, die sie im Rahmen der Stellvertretung wahrzunehmen hat. Ist die Aufgabe erfüllt, endet der Delegationsauftrag. Als Organisationen kommen Unternehmen, sonstige Personenvereinigungen oder der Staat mit seiner öffentlichen Verwaltung nebst Regierung in Betracht. 

## Kompetenzen
Eine Verhandlungsdelegation setzt sich im Regelfall aus Arbeitnehmern oder Parlamentariern des Deleganten zusammen, der mittels Weisung die Kompetenzen für eine Verhandlung mehr oder weniger ausführlich bestimmen kann. Eine Verhandlungsdelegation kann deshalb mit, aber auch ohne Kompetenzen ausgestattet sein. Bei vorhandenen Kompetenzen ist der Verhandlungsspielraum begrenzt, ohne Kompetenzen sind den Verhandlungen keine Grenzen gesetzt. Besitzt eine Delegation keine Kompetenzen, kann sie nach Verhandlungsschluss lediglich eine nicht rechtsverbindliche Paraphierung der Verhandlungsergebnisse vornehmen, so dass eine spätere konstitutive Ratifizierung durch Unternehmensführung, Regierung oder Parlament erforderlich ist. Eine Delegation kann Verhandlungen bis zum Verhandlungsergebnis führen, sich aber auch für Abbruch, Vertagung oder ein Scheitern entscheiden. 

## Arbeitsrecht
Das deutsche Arbeitsrecht unterscheidet bei der Entsendung von Mitarbeitern zwischen Dienstreise, Abordnung, Delegation und Versetzung, die sich vor allem durch die Zeitdauer der Entsendung voneinander unterscheiden. Während eine Dienstreise im Regelfall nur vorübergehend (maximal 3 Monate) stattfindet, kann die Abordnung bis zu 12 Monate und die Delegation bis zu 5 Jahre andauern, eine Versetzung erfolgt hingegen unbefristet. Bei der Delegation ins Ausland (Auslandsaufenthalt) ist meist für die Delegierten ein zusätzlicher Arbeitsvertrag erforderlich, um eine örtliche Aufenthalts- und Arbeitserlaubnis zu erlangen.